# NGC 7095
NGC 7095 هي مجرة حلزونية ضلعية تبعد حوالي 115 مليون سنة ضوئية تقع في كوكبة الثمن (كوكبة). تم اكتشافه من قبل عالم الفلك جون هيرشل في 21 سبتمبر 1837.

## وصلات خارجية
- NGC 7095 على موقع ويكي سكاي: DSS2, SDSS, GALEX, IRAS, Hydrogen α, X-Ray, Astrophoto, Sky Map, Articles and images